# Carmen Miranda
Carmen Miranda, właśc. Maria do Carmo Miranda da Cunha (ur. 9 lutego 1909 w Marco de Canaveses, zm. 5 sierpnia 1955 w Beverly Hills) – brazylijska piosenkarka, tancerka i aktorka pochodzenia portugalskiego. Pierwsza brazylijska artystka, która stała się międzynarodową gwiazdą.

## Życiorys
Carmen Miranda urodziła się w Portugalii jako druga córka José Marii Pinto Cunha (1887–1938) i Marii Emílii Mirandy (1886–1971). Tuż jej po urodzeniu ojciec przeniósł się do Brazylii, do Rio de Janeiro (ówczesnej stolicy tego kraju), gdzie otworzył salon fryzjerski. W 1910 przyjechała do niego żona razem z córkami, Olindą i Carmen. W Brazylii urodziły się ich kolejne dzieci: Amaro (1911), Cecília (1913), Aurora (1915–2005) i Oscar (1916). Ponieważ rodzice Carmen byli bardzo katoliccy, posłali ją do szkoły prowadzonej przez zakon Zgromadzenia Sióstr świętej Teresy od Dzieciątka Jezus. W wieku lat 14 Miranda zaczęła pracę w sklepie, by pokryć koszty leczenia starszej siostry, która zachorowała na gruźlicę i wyjechała do Portugalii na leczenie. Miranda miała zwyczaj śpiewania podczas pracy, co zwróciło uwagę miejscowej rozgłośni radiowej. Miranda szybko zrobiła karierę w Rio i okolicach, a w chwili podpisywania kontraktu z wytwórnią RCA w 1928 była już znana w całej Brazylii. W 1933 zadebiutowała w filmie A Voz do Carnaval, ugruntowując swoją sławę udziałem w zrealizowanym dwa lata później Estudantes. Podczas swych występów w kasynie Rio da Urca w 1939 Miranda została zauważona przez Lee Shuberta, impresario z Broadwayu, który niezwłocznie zorganizował jej wyjazd do Stanów Zjednoczonych. Wkrótce Miranda zadebiutowała w Nowym Jorku, występując w programie The Streets of Paris. Jej karierę oficjalnie wspierał rząd Stanów Zjednoczonych, zgodnie z wytycznymi programu Good Neighbor Policy prezydenta Roosevelta, chcącego w ten sposób zacieśnić więzi z Ameryką Łacińską, a także z Europą. W roku następnym Miranda osiedliła się w Hollywood. Pierwsza rola jaką tam otrzymała, był udział w filmie Down Argentine Way (1940), gdzie zagrała u boku Betty Grable i Dona Ameche. Przez kilka lat w latach 40. była najwyżej opłacaną artystką w USA, a w 1945 była najwyżej opłacaną kobietą w tym kraju, zarabiając według danych IRS ponad 200 000 dolarów. Wówczas to utrwalił się powszechnej świadomości jej artystyczny image – ognistej Brazylijki śpiewającej i tańczącej z ogromnym koszem owoców na głowie, przez co wydawała się wyższa niż w rzeczywistości (miała 152 cm wzrostu).
Wizerunku tego Miranda nie zdołała się pozbyć do końca swej kariery filmowej. Podczas wizyty w Brazylii stawiano jej zarzut, iż jako artystka jest zbyt "zamerykanizowana"; doświadczenie to stało się później kanwą piosenki Disseram Que Eu Voltei Americanizada (Mówili, że powróciłam zamerykanizowana). Gdy II wojna światowa dobiegała końca, zaczęła mijać moda na kiczowate musicale, dzięki którym Miranda zdobyła sławę. Niezrażona niepowodzeniami w filmie coraz więcej uwagi zaczęła poświęcać występom w klubach nocnych oraz w programach telewizyjnych. Ogółem w latach 1940–1953 Carmen Miranda zagrała w 14 hollywoodzkich produkcjach. Jako piosenkarka sprzedała ponad 10 milionów swoich płyt na całym świecie. Nadano jej przydomek „Brazilian Bombshell” („Brazylijska seksbomba”).
Po raz ostatni Miranda ukazała się na ekranie w komediowym filmie muzycznym Scared Stiff z 1953, grając u boku Deana Martina i Jerry Lewisa.
Jej działalność artystyczna bardzo przyczyniła się do popularyzacji muzyki brazylijskiej, a szerzej – do popularyzacji kultury latynoamerykańskiej. Choć przez ostatnie lata swego życia artystka cierpiała na ciężką depresję, w 1954 powróciła do Brazylii, jak się miało okazać, po raz ostatni; w dniu 4 sierpnia 1955, podczas telewizyjnej rejestracji wyczerpującego wokalno-tanecznego numeru do odcinka serialu Jimmy Durante Show Miranda doznała ataku serca, a po powrocie do swego domu w Beverly Hills zmarła następnego dnia rano, w wieku zaledwie 46 lat. Jej ciało zostało przewiezione z powrotem do Brazylii, a z okazji pogrzebu ogłoszono żałobę narodową. Została pochowana na Cemitério São João Batista w Rio de Janeiro, a w kondukcie pogrzebowym wzięło udział blisko pół miliona ludzi.
W Rio de Janeiro na jej cześć zostało później zbudowane muzeum, a jej kariera stała się w 1995 tematem głośnego filmu dokumentalnego Carmen Miranda: Bananas Is My Business.

## Odznaczenia

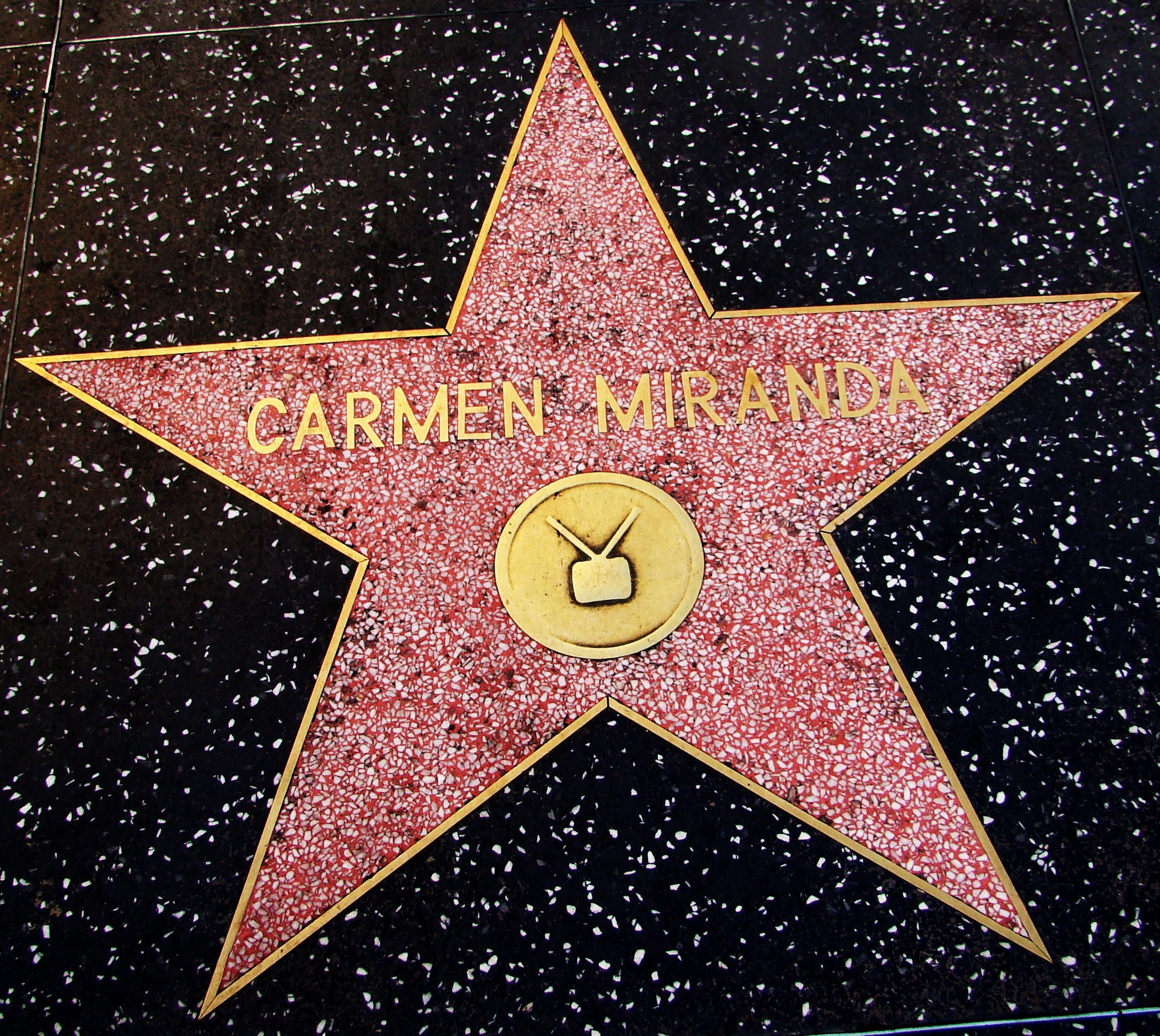
Gwiazda artystki w Hollywood Walk of Fame

- Wielki Oficer Orderu Świętego Jakuba od Miecza (2005, Portugalia)[4]
- Order Zasługi dla Kultury (2009, Brazylia)[5] – pośmiertnie

## Filmografia
- 1933 A Voz do Carnaval[6]
- 1935 Alô, Alô, Brasil
- 1935 Estudantes (jako Mimi)
- 1936 Alô Alô Carnaval
- 1939 Banana-da-Terra
- 1940 Laranja-da-China
- 1940 Down Argentine Way (jako Carmen Miranda)
- 1941 That Night in Rio (Carmen)
- 1941 Week-End in Havana (Rosita Rivas)
- 1941 Meet the Stars #5: Hollywood Meets the Navy (jako Carmen Miranda)
- 1942 Springtime in the Rockies (jako Rosita Murphy)
- 1943 The Gang's All Here (jako Dorita)
- 1944 Greenwich Village (jako Querida)
- 1944 Something for the Boys (jako Chiquita Hart)
- 1944 Four Jills in a Jeep (jako Carmen Miranda)
- 1945 The All-Star Bond Rally (jako Carmen Miranda)
- 1946 Doll Face (jako Chita Chula)
- 1946 If I'm Lucky (jako Michelle O'Toole)
- 1947 Copacabana (jako Carmen Novarro/Mademoiselle Fifi)
- 1947 Slick Hare (śpiew)
- 1948 Randka z Judy (jako Rosita Cochellas)
- 1950 Nancy Goes to Rio (jako Marina Rodrigues)
- 1953 Scared Stiff (jako Carmelita Castinha)

## Dyskografia

### Albumy
- 1950 Ao Vivo (Carmen Miranda & Bando Da Lua, LP, mono, live)[8]
- 1965 The Brazilian Bombshell
- 1975 South American Way

### Kompilacje
- 1994 Anthology (CD)[8]
- 2000 Rio De Janeiro – Hollywood (CD)
- 2005 Original Recordings 1930 – 1950 (CD)